# كيفن فيليبس
كيفن مارك فيليبس (بالإنجليزية: Kevin Phillips)‏، من مواليد 25 يوليو 1973 في هارتفوردشير في إنجلترا، لاعب كرة قدم إنجليزي.
لعب مع منتخب إنجلترا لكرة القدم منذ عام 1999 وحتى عام 2000، وشارك معهم في 8 مباريات.

## روابط خارجية
- كيفن فيليبس على موقع الاتحاد الأوربي (الإنجليزية)
- كيفن فيليبس على موقع قاعدة بيانات كرة القدم.إي يو (الإنجليزية)
- كيفن فيليبس على موقع ليكيب (الفرنسية)
- كيفن فيليبس على موقع ناشيونال فوتبول تيمز (الإنجليزية)
- كيفن فيليبس على موقع Soccerbase.com (لاعب) (الإنجليزية)
- كيفن فيليبس على موقع Soccerway.com (الإنجليزية)
- كيفن فيليبس على موقع عالم كرة القدم.نت (الإنجليزية)
- كيفن فيليبس على موقع AS.com (الإسبانية)